# Bernd Damovsky
Bernd Damovsky (* 11. Oktober 1953 in Fladungen) ist ein deutscher Bühnen- und Kostümbildner.

## Leben
Von 1972 bis 1978 studierte Bernd Damovsky Bildhauerei an der Staatlichen Akademie der Bildenden Künste Stuttgart bei Rudolf Hoflehner, anschließend arbeitete er als Bühnenbildassistent am Staatstheater Stuttgart.
Bevor er ab 1984 als freier Bühnen- und Kostümbildner u. a. in Basel, Bremen, München, Köln und Bonn tätig wurde, war Damovsky zunächst unter Peter Stein Bühnenbildassistent an der Schaubühne am Halleschen Ufer. Er arbeitet regelmäßig mit seiner Frau Kirsten Harms zusammen, u. a. an der Oper Kiel (Der Ring des Nibelungen, Die Frau ohne Schatten, Die Liebe der Danae), am Staatsschauspiel Dresden (Romeo und Julia), an der Deutschen Oper Berlin (Semiramide, Germania und Die Frau ohne Schatten). Am Deutschen Theater Berlin entwarf er 2005/2006 für Jürgen Kruse – mit dem er seit 1982 mehrfach zusammengearbeitet hat – das Bühnenbild für Trying Othello. Bernd Damovsky zeichnete auch für die Ausstattung der Tangooper María de Buenos Aires von Astor Piazzolla verantwortlich, die im Januar 2006 an der Komischen Oper Premiere hatte, Regie führte Katja Czellnik. Mit Alexander von Pfeil, für den er bereits zahlreiche Bühnenräume erarbeitet hat, arbeitete er 2006 auch bei La fille du régiment an der Hamburgischen Staatsoper, an der Deutschen Oper Berlin entwickelten sie zusammen Arabella und Der Freischütz.